# بوثينة شريط
بوثينة شريّط سياسية جزائرية، شغلت منصب وزيرة منتدبة لدى رئيس الحكومة، مكلفة بالأسرة وقضايا المرأة بحكومة بن فليس الثالثة وحكومة أويحيى الثالثة.